# Università federale di Sergipe
L'Università federale di Sergipe (in portoghese Universidade Federal do Sergipe, sigla UFS) è un ente di istruzione superiore brasiliana dello stato federato di Sergipe, con sedi a Aracaju, Itabaiana, Lagarto, Laranjeiras, Nossa Senhora da Glória e São Cristóvão.

## Storia
L'ateneo ottenne l'autorizzazione governativa nel 1920, tuttavia le prime facoltà – ossia quelle di scienze economiche e di chimica – iniziarono l'attività soltanto nel 1948 come istituti pubblici indipendenti, seguite da giurisprudenza e dalla cattolica facoltà di filosofia nel 1950. Nel 1954 fu inaugurata la scuola di servizi sociali e ne 1961 fu la volta della facoltà di scienze mediche.

## Rettori
In ordine cronologico:
- João Cardoso do Nascimento Júnior (1968-1972)
- Luiz Bispo (1972-1976)
- José Aloísio de Campos (1976-1980)
- Gilson Cajueiro de Hollanda (1980-1984)
- Eduardo Antonio Conde Garcia (1984-1988)
- Clodoaldo de Alencar Filho (1988-1992)
- Luiz Hermínio de Aguiar Oliveira (1992-1996)
- José Fernandes de Lima (1996-2004)
- Josué Modesto dos Passos Subrinho (2004-2012)
- Angelo Roberto Antoniolli (dal 2012)